# Annona liebmanniana
Annona liebmanniana är en kirimojaväxtart som beskrevs av Henri Ernest Baillon.
Annona liebmanniana ingår i släktet annonor och familjen kirimojaväxter. Inga underarter finns listade i Catalogue of Life.